# Bowen (Australia)
Bowen – miasto w Australii, w stanie Queensland, nad Oceanem Spokojnym.
W mieście rozwinął się przemysł spożywczy.